# باهلوي

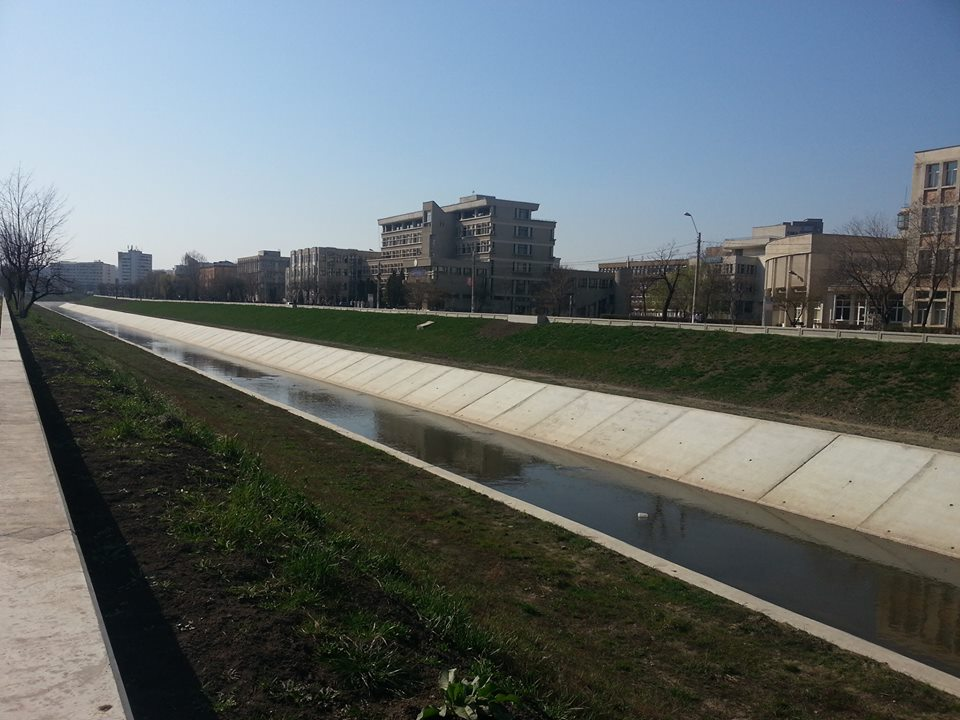
نهر باهلوي في مدينة رومانيا، على الجانب الأيمن كليات تابعة لجامعة غيورغي أساكي.

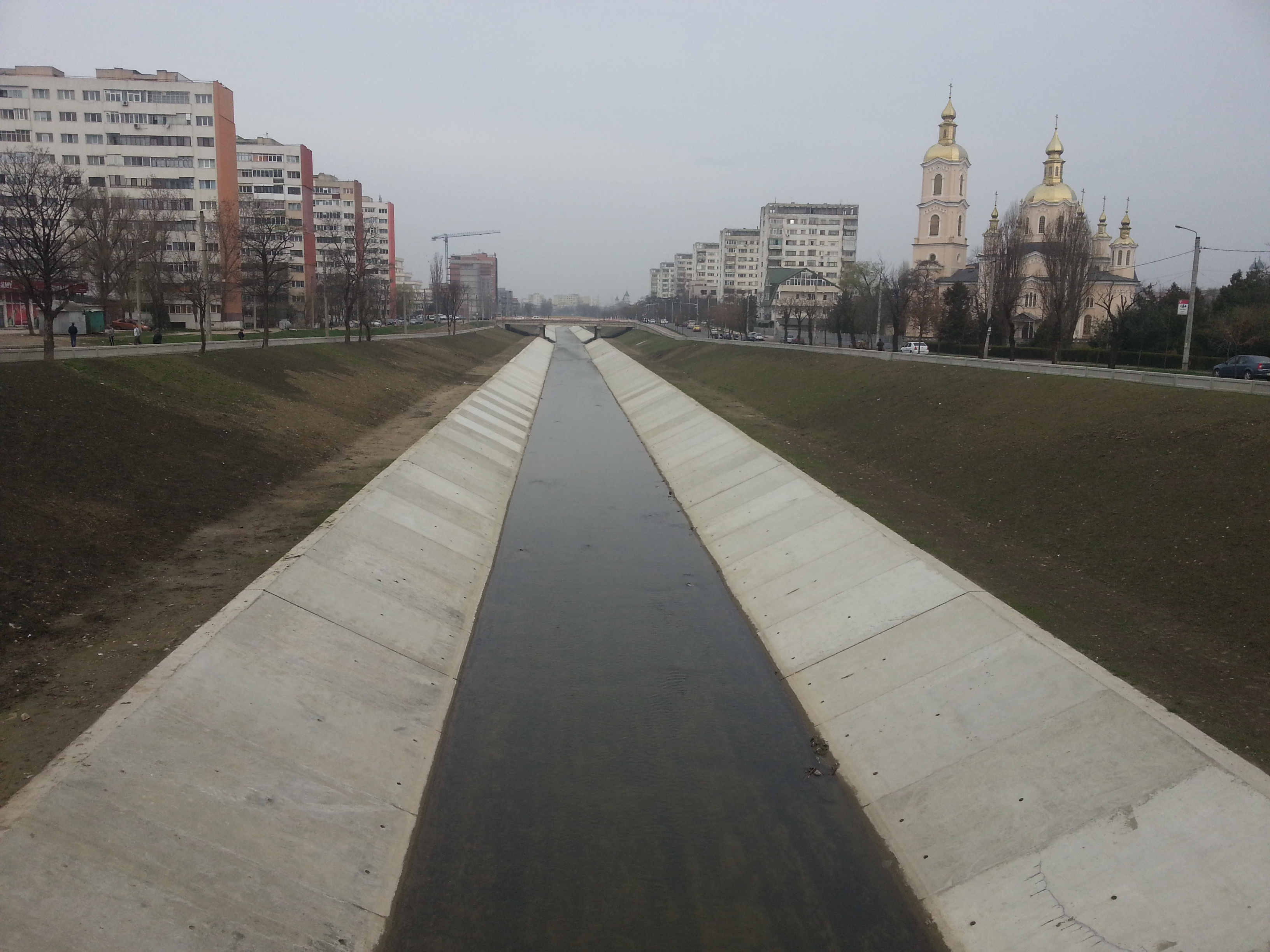
نهر باهلوي وهو يمر بمدينة ياش

باهلوي وهو نهر ينبع من مولدوفا ويتجة نحو جنوب مدينة ياش ومدينة بوتوشان في رومانيا، وطوله يبلغ 119 كم ومعدل جريان المياة هو 2.8 في الثانية.
ومن الجسور التي يمر النهر من تحتها هو جسر الحجر في مدينة ياش.
وفي عام 2008 قرر رئيس البلدية بتحويل المنطقة حول النهر إلى منطقة رياضية من أجل الركض وممارسة أنواع مختلفة من الرياضة.